# روزاليند إي. كراوس
روزاليند إي. كراوس (بالإنجليزية: Rosalind E. Krauss) هي أستاذة جامعية وصحفية أمريكية، ولدت في 30 نوفمبر 1941 في واشنطن العاصمة في الولايات المتحدة.

## وصلات خارجية
- روزاليند إي. كراوس على موقع الموسوعة البريطانية (الإنجليزية)